# Zacajtic
Zacajtic är en ort i Mexiko.   Den ligger i kommunen Huitiupán och delstaten Chiapas, i den sydöstra delen av landet, 700 km öster om huvudstaden Mexico City. Zacajtic ligger 436 meter över havet och antalet invånare är 588.
Terrängen runt Zacajtic är kuperad åt sydväst, men åt nordost är den bergig. Zacajtic ligger nere i en dal. Runt Zacajtic är det ganska tätbefolkat, med 90 invånare per kvadratkilometer. Närmaste större samhälle är Simojovel de Allende, 13,3 km söder om Zacajtic. I omgivningarna runt Zacajtic växer i huvudsak städsegrön lövskog.